# Paul Nizan
Paul-Yves Nizan (Tours, 7 de febrero de 1905-23 de mayo de 1940) fue un filósofo y escritor francés.

## Biografía
Nació en Tours, su padre era ingeniero de ferrocarriles y estudió en el liceo Henri-IV de París, donde en 1917 hizo amistad con su compañero Jean-Paul Sartre. Desde 1924 fue alumno de la Escuela Normal Superior de París, donde hizo amistad con Raymond Aron. En 1925 participó del fascio de Georges Valois, primer partido fascista francés con tendencias sindicalistas-revolucionarias. Entre 1926 y 1927 viajó a Adén (Yemen) como preceptor y poco después, en 1927, se adhirió al comunismo y se casó.
En 1929 se graduó en el profesorado de filosofía y en 1931 la publicación de su primera obra, Aden Arabie («Tenía veinte años. No dejaré que nadie diga que es la edad más bella de la vida.») le permite hacerse conocer en el medio literario e intelectual y por otra parte trata de obtener una diputación por el Partido Comunista Francés (PCF). El mismo año publica Les Chiens de garde (Los perros guardianes), donde su reflexión sobre el papel de la filosofía toma la forma de un panfleto dirigido contra sus antiguos maestros, en particular Henri Bergson y Léon Brunschvicg. En Antoine Bloyé, publicado en 1933, trata por primera vez la traición de clase o cómo un hombre se evade de su condición social y pasa a traicionar sus raíces. Este libro fue considerado por la crítica como la primera novela francesa del «realismo socialista».
Muchos de sus escritos reflejan sus convicciones políticas. Pese a ello, abandonó el PCF a raíz del Pacto Germano-soviético en 1939. Murió en la Batalla de Dunkerque luchando contra el ejército alemán en la Segunda Guerra Mundial.

## Obras
- Aden, Arabie (1931), que supuso un renovado interés por él cuando fue reeditado en 1960 con un prólogo de Sartre.
- Los perros guardianes (1932, edición española: Madrid, Fundamentos, 1973, ISBN 84-245-0078-4)
- Antoine Bloye (1933)
- El caballo de troya (1935)
- La Conspiración (1938)